# Ceromasia auricaudata
Ceromasia auricaudata är en tvåvingeart som beskrevs av Charles Henry Tyler Townsend 1908.
Ceromasia auricaudata ingår i släktet Ceromasia och familjen parasitflugor. Inga underarter finns listade i Catalogue of Life.